# 錦之御旗

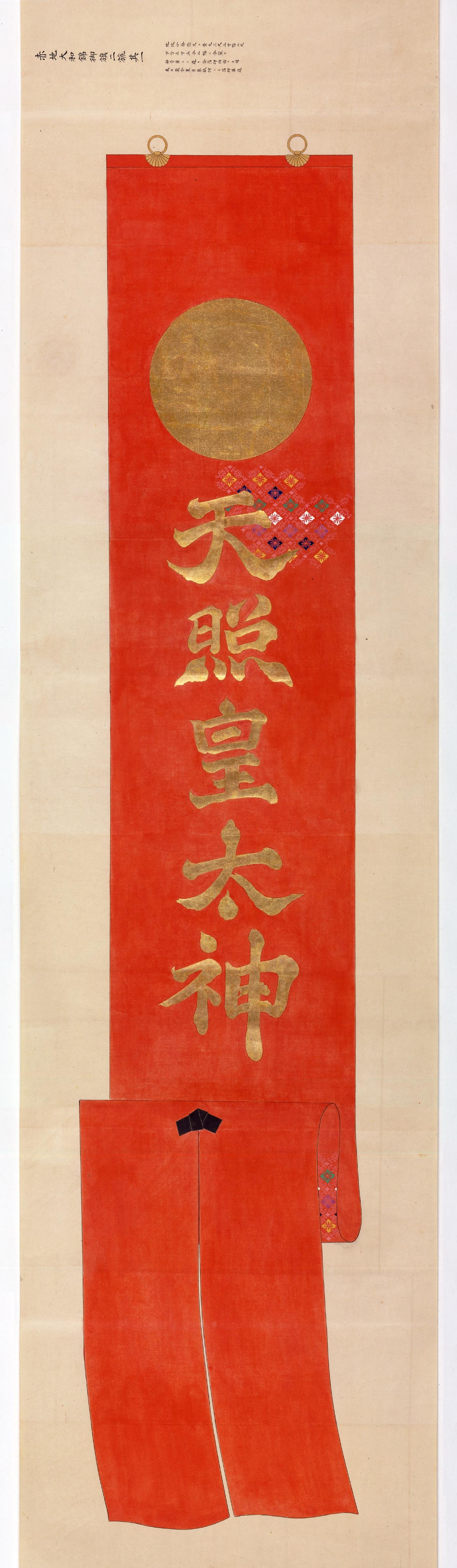
由浮田可成绘制的錦之御旗

錦之御旗（日语：／ Nishiki No Mihata */?），在日语中也可以简写为“錦旗”（日语：／ Kinki */?），是一种能代表日本天皇的旗帜。锦之御旗底色是红色，旗帜上绣有金色的太阳和银色的月亮图案。

## 历史
锦旗在日本历史上的记载首次见于1221年（承久3年）的承久之亂中，後鳥羽上皇将錦之御旗配发给了讨伐镰仓幕府的官军。19世纪的戊辰战争之中，在岩倉具視的安排下，仿造历史记录制作出了锦之御旗，并配给给了倒幕的官军，使取得了大义之名的官军士气高涨，帮助官军取得了战争的胜利。

## 引申意
在当代日本，錦旗也可以引申为“权威的名分”。例如就是“拉起环境保护的大旗”的意思。